# Malva de fulla rodona
La malva de fulla rodona (Malva neglecta) és una espècie de planta herbàcia de la família de les malvàcies nativa de Macaronèsia, nord d'Àfrica, Península Aràbiga, Àsia i Europa.

## Noms vernacles
Malva de fulla petita, malva, malva blanca, malva de cementiri, malva de flor gran, malva de fulles rodones, malva petita de fulla redona, malva petita de fulla rodona, malves, vauma, vauma de fulla rodona, mauva de fulla rodona o valmutxa (en dialecte alguerès)

## Hàbitat i distribució
A la península Ibèrica, és present a tot el territori, excepte el quadrant sud-oest, i en part de les Illes Canàries i de les Balears. Ha estat naturalitzada en altres zones del món de clima temperat. Creix en herbassars nitròfils, camps de conreu, llocs alterats, descampats urbans i erms. Creix a plena llum encara que suporta ombra, però sempre en sòls rics en bases (pH 5,5 - 8) i rics en nitrogen. És una planta indicadora d'alcalinitat i sòls fertilitzats.

## Morfologia
Teròfit anual, biennal o perenne amb tiges de fins a 0,6 m d'alt, de vegades llenyoses a la base, el central ascendent, rarament erectes, les laterals decumbents, densament estrellades-pubescents. Les fulles mesuren 4-70 per 5-40 mm, són suborbiculars o reniformes, cordades a la base, amb 5-7 lòbuls més o menys aguts, crenat-dentades, densament estrellades-pubescents o només amb alguns pèls simples o bífids, llargament peciolades. Aquests pecíols són 2-5 vegades més llargs que el limbe, estrellat-pubescents amb estípules de 3-6 mm, ovat-lanceolades, crenat-dentades, estrellat-pubescents, ciliades al marge. Les flors tenen 1,8-2,5 cm de diàmetre, en fascicles axil·lars de 3-6 flors, llarga i desigualment pedunculades amb aquests últims deflexos a la fructificació. Les 3 peces del calicle tenen 2,5-4 mm, són linear-lanceolades, estrellat-pubescents. Els cinc sèpals del calze mesuren 3, 5-7 mm, són amplament triangular ovats, poc acrescents i erectes en la fructificació, que de vegades oculten el fruit, estrellat-pubescents, ciliats. Els 5 pètals són obovat-cuneïforme, profundament emarginats, pàl·lidament liliacis o blanquinosos, amb els nervis lilosos i l'ungla amb pèls llargs; mesuren 7-14 mm. El tub estaminal és pubescent, amb pèls simples. Floreix generalment d'abril a setembre. Els 12-16 mericarpis del fruit esquizocarp mesuren 2 per 1,5-2 mm, amb el dors convex, llis o reticulat, més o menys densament pubescents a tomentosos, d'un color castany verdós. El seu cicle biològic abasta el període comprès entre març i novembre. El seu nombre cromosòmic és 2n = 42.

## Usos
Pel que sembla les fulles de malva s'han usat com a succedani del tabac, soles o mesclades amb orenga. També es pot obtindre d'aquestes un tint de color verd.

### Alimentació
En segles passats es va cultivar per a l'alimentació de les persones, se solen consumir els brots tendres en amanida i les fulles sense les tiges cuinades com a verdura. Solen necessitar menys temps de cocció que unes altres, com els espinacs. Es tracta d'una verdura amb poc sabor, per la qual cosa se sol acompanyar d'altres aliments com trossos de pernil o cansalada. Exemples: malva amb pernil, malva gratinada, sopa de creïlles amb malva.

### Medicina
La malva és rica en mucílags, la qual cosa la fa útil en diversos tipus d'irritacions per les seues propietats com emol·lient (calma la pell i les mucoses inflamades) i laxant (facilita l'evacuació de la femta). En ús extern, en forma de compreses o cataplasmes, es pot emprar per a tractar irritacions de la pell com a èczemes, acne, furóncols, etc.
La infusió de malva es pot emprar a més contra les inflamacions de la boca i la gola fent esbandides i gàrgares. A més, també s'usa en afeccions pulmonars com a tos, bronquitis o asma ja que és expectorant (afavoreix l'expulsió de secrecions dels pulmons i la faringe) i antitussigen (calma la tos i la irritació de la faringe).
En cas de restrenyiment també és molt recomanable ja que és un laxant suau.

## Galeria

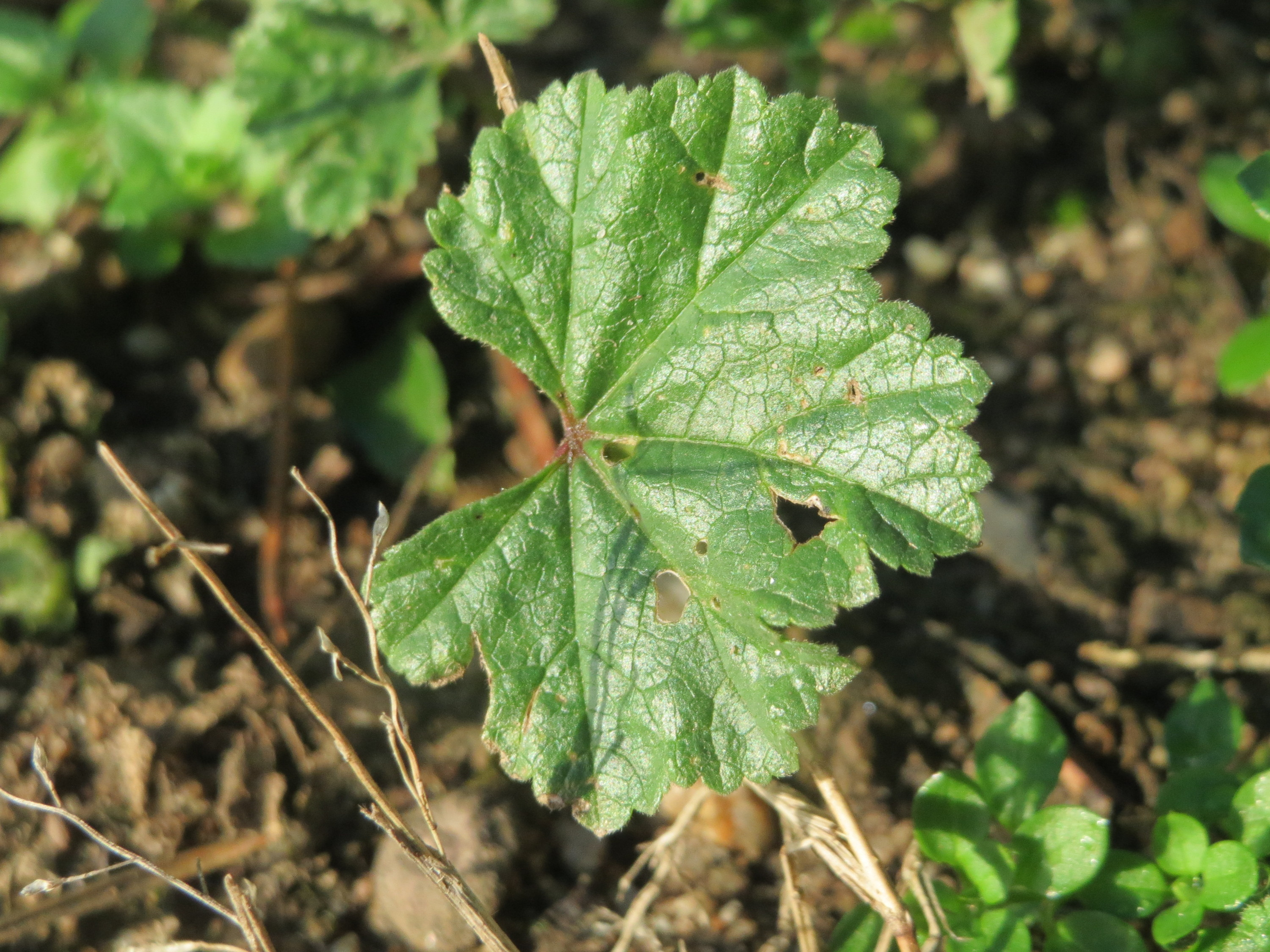
Fulla
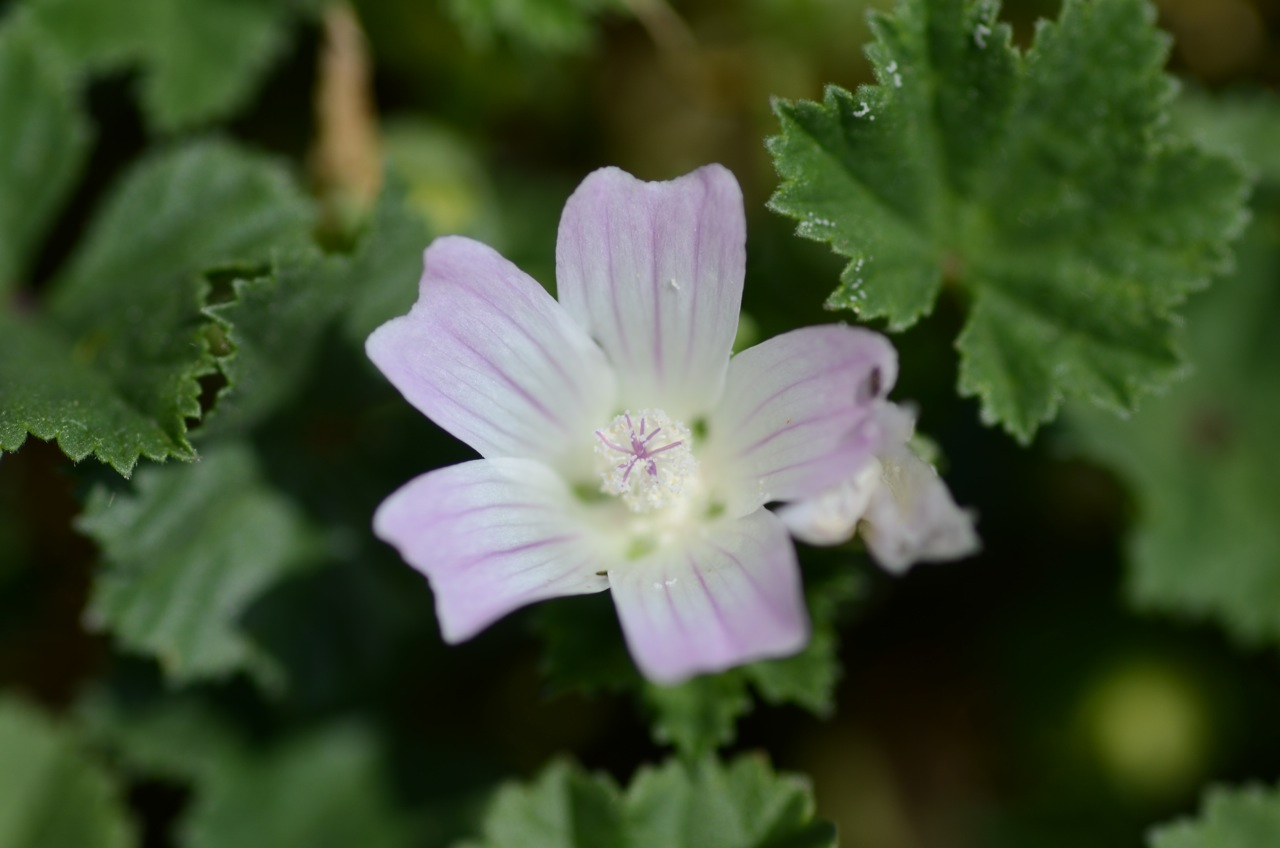
Flor
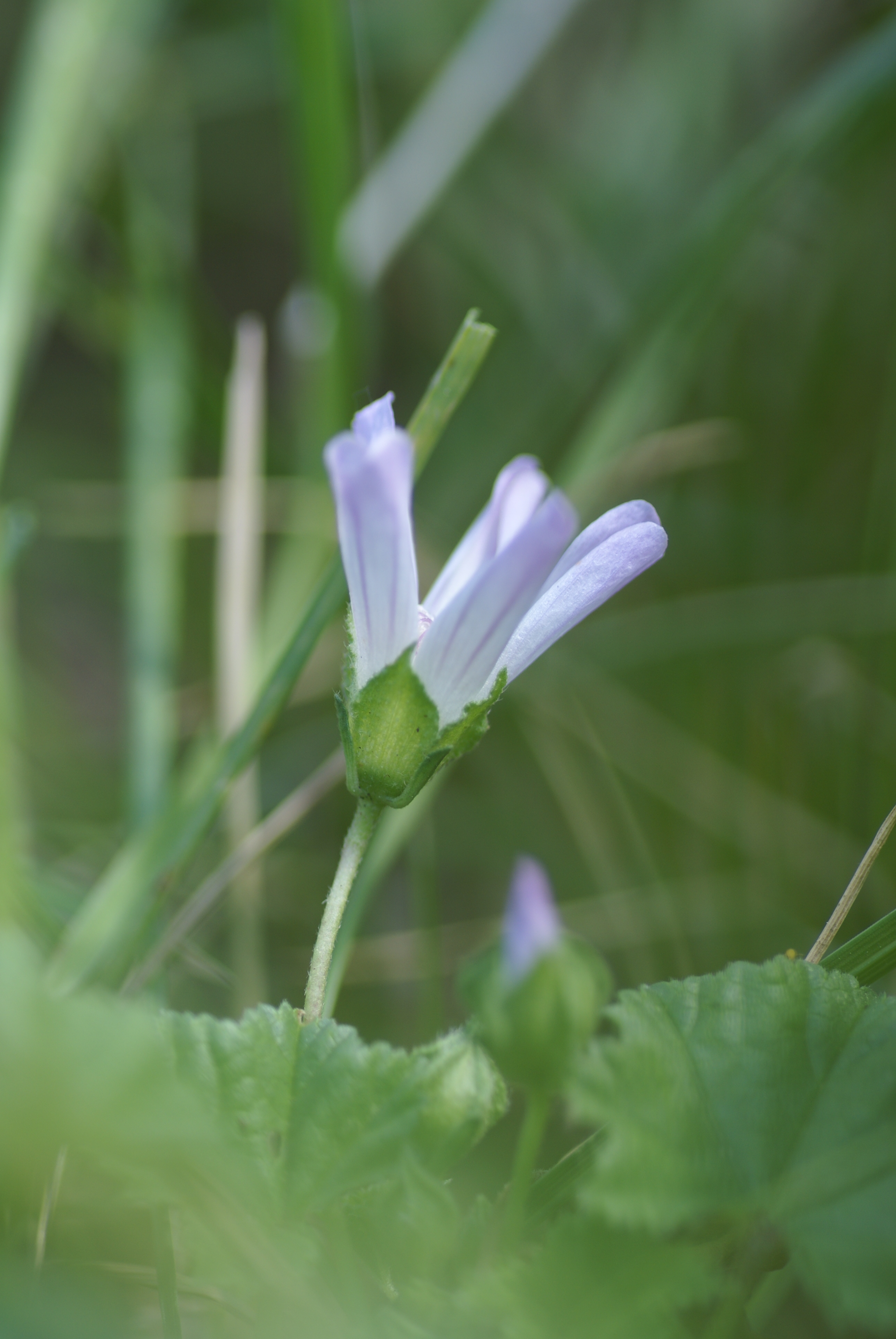
Perfil de la flor
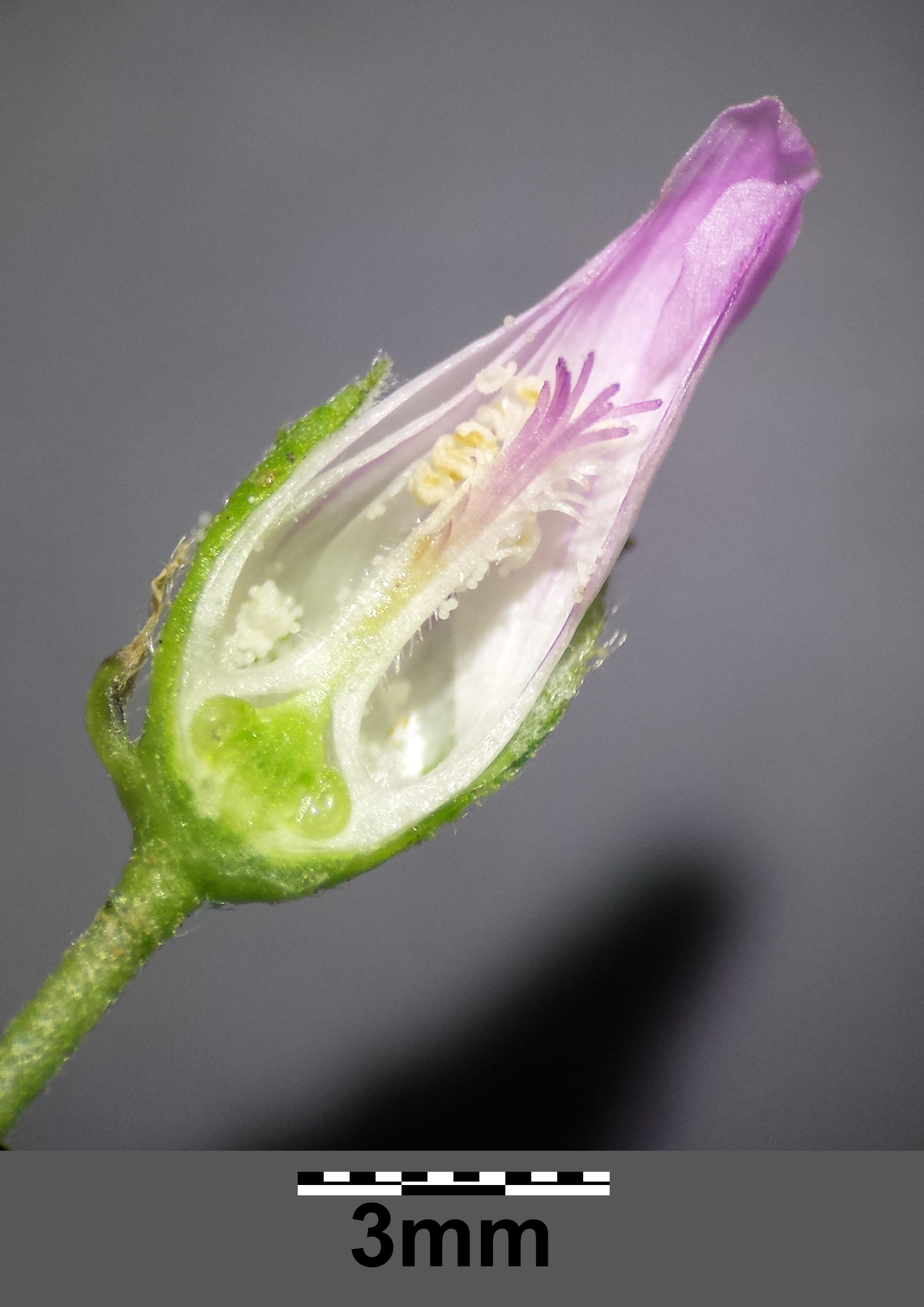
Tall transversal de la flor
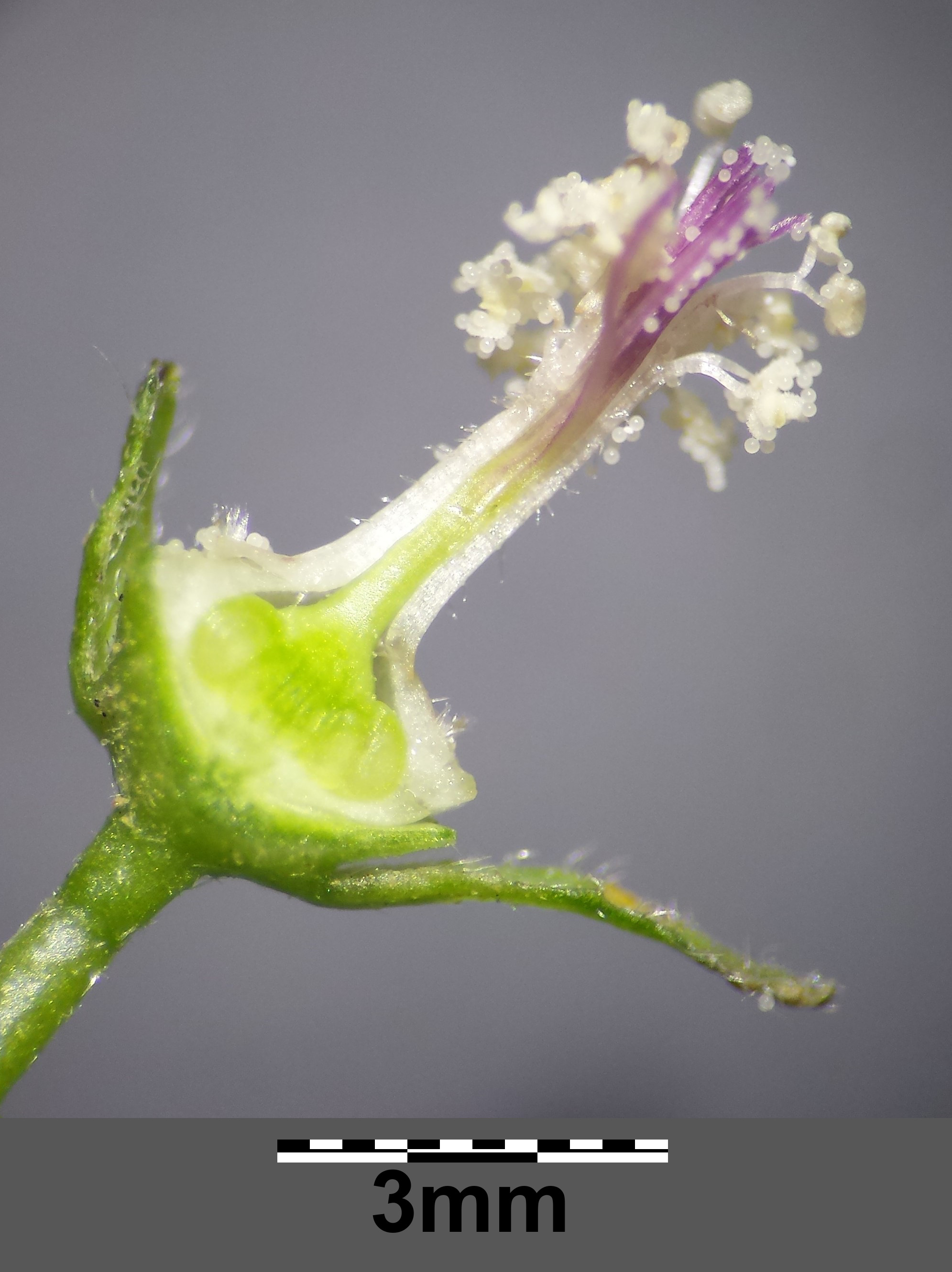
Interior de la flor
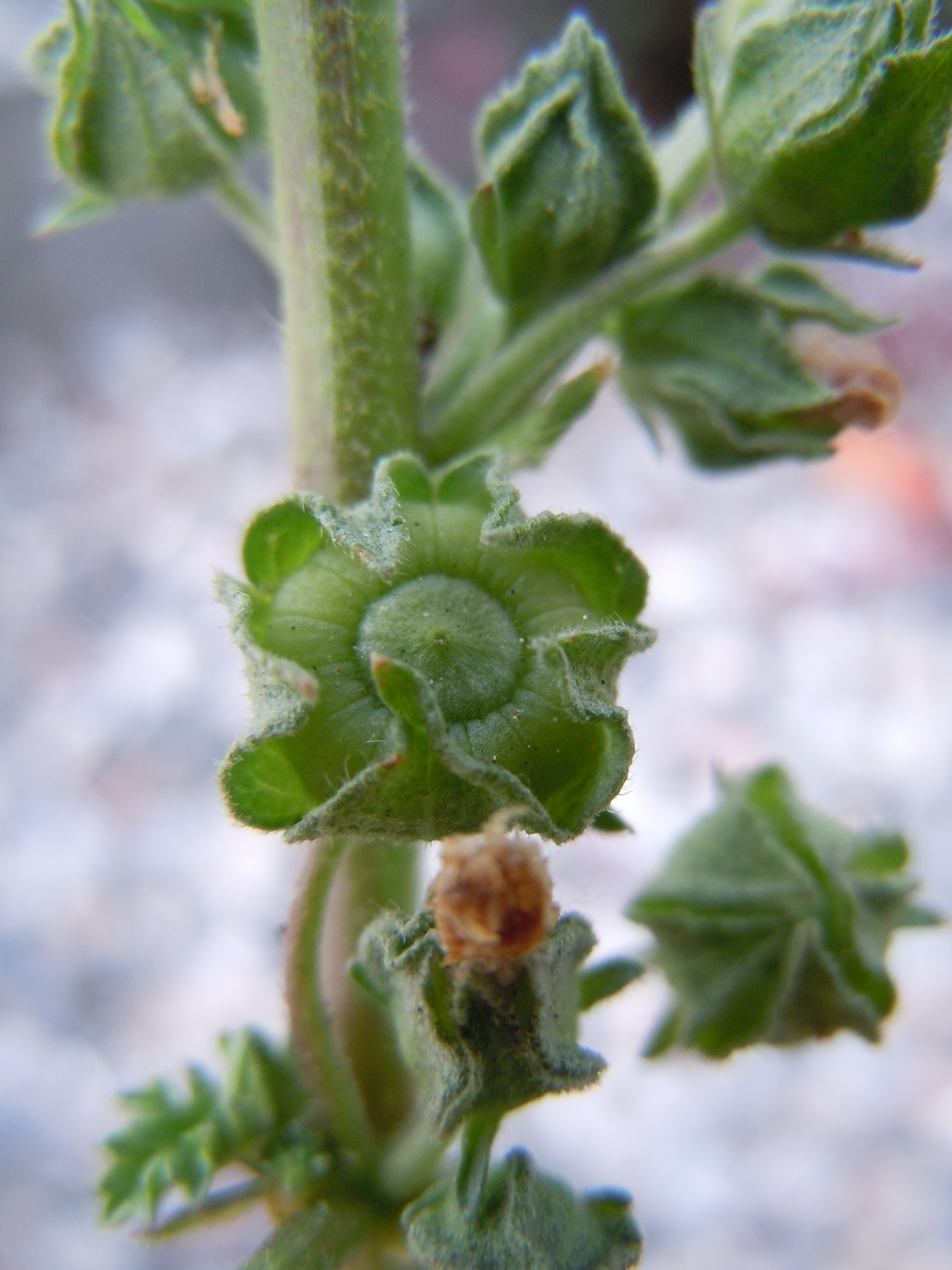
Fruit verd
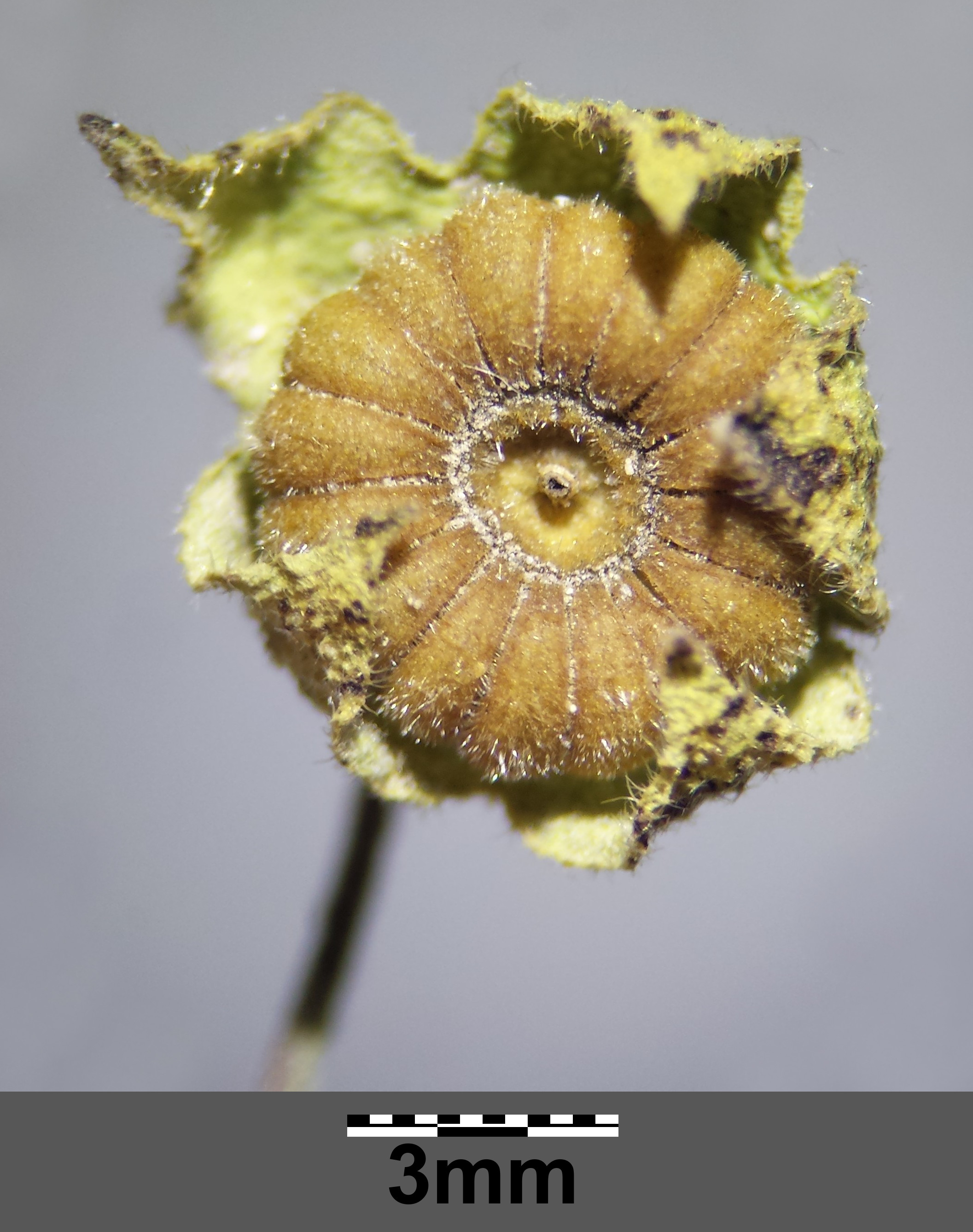
Fruit sec
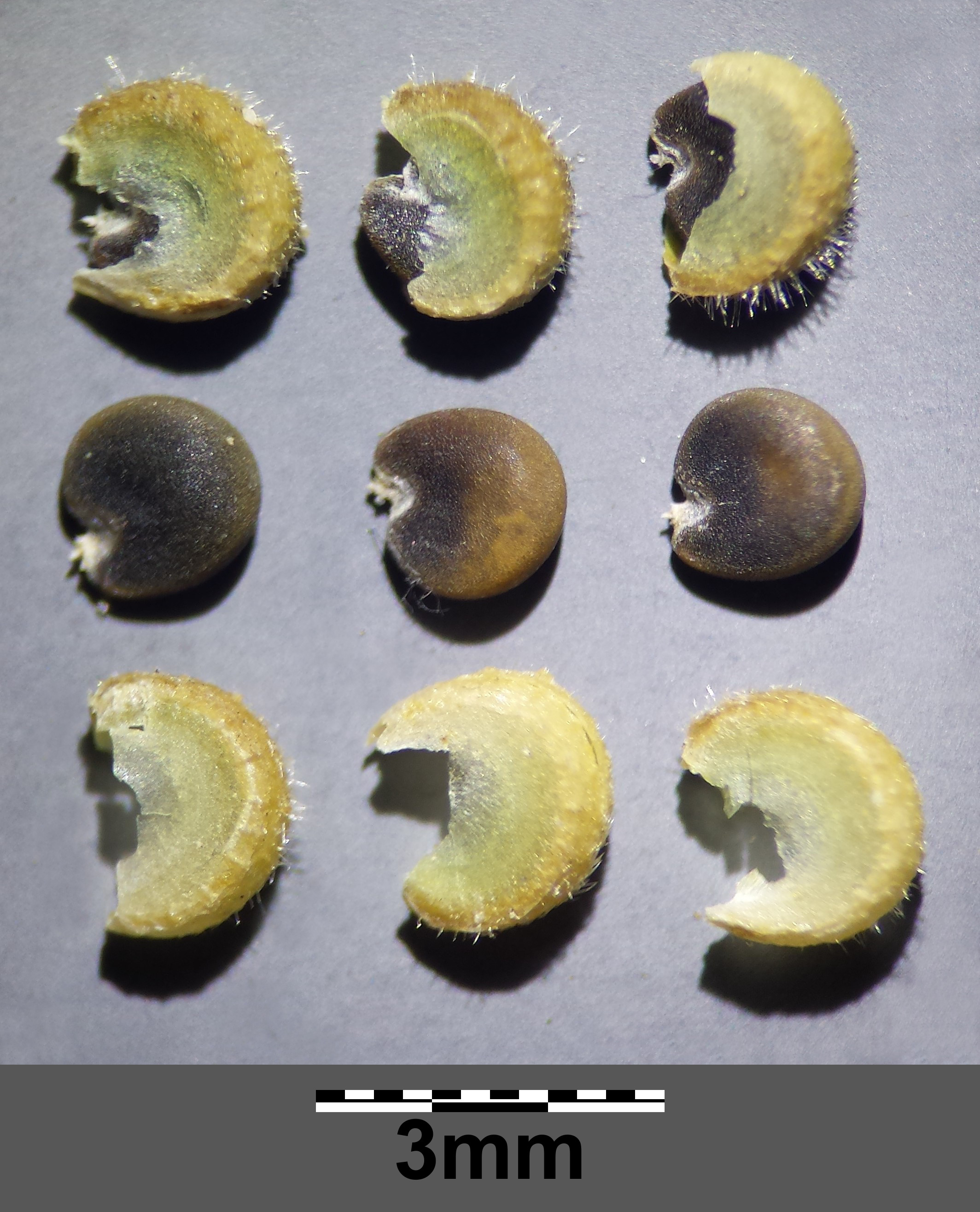
Llavors
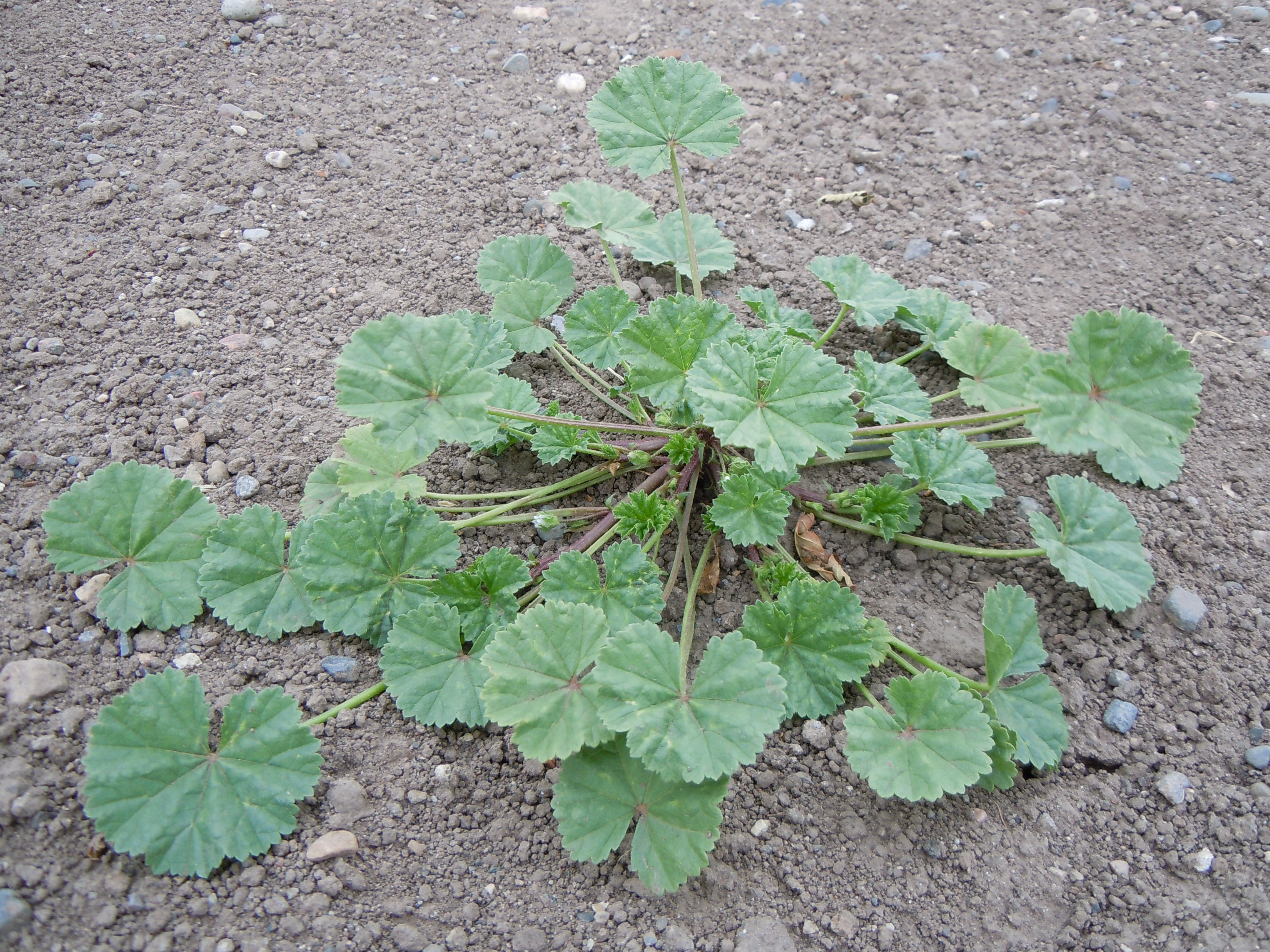